# Waschhaus (Noisy-sur-École)

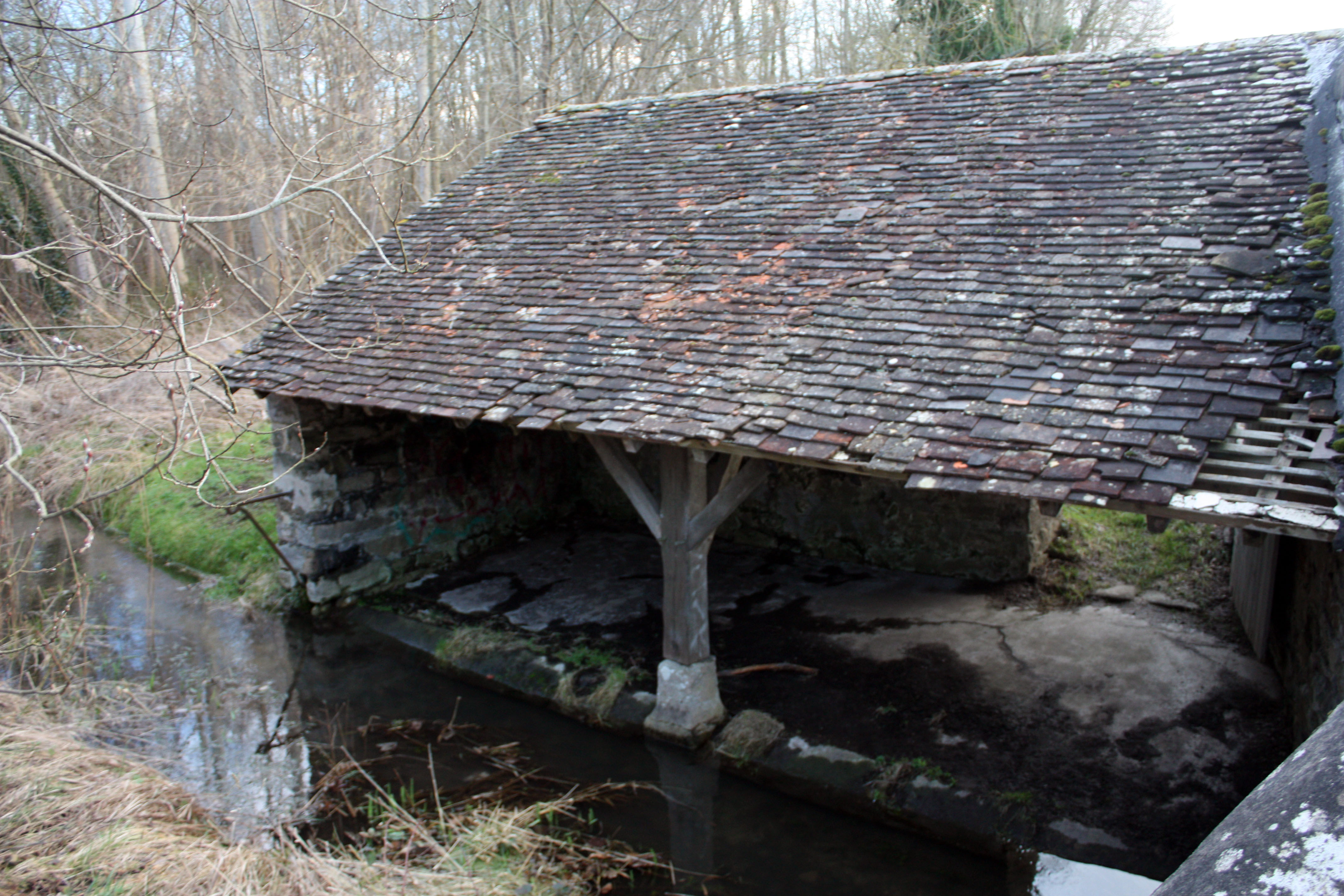
Waschhaus in Noisy-sur-École

Das Waschhaus (französisch lavoir) in Noisy-sur-École, einer französischen Gemeinde im Département Seine-et-Marne in der Region Île-de-France, wurde im 19. Jahrhundert errichtet. 
Das öffentliche Waschhaus, das von einem Pultdach gedeckt wird, steht an der Rue du Pont de l’Arcade direkt an der Brücke über den Fluss École.